# میمون آسمانی ترکیه
میمون آسمانی ترکیه (نام علمی: Ouranopithecus turkae) نام یک گونه از بالاخانواده کپی است.